# Dresdner Zeitung (1943–1945)
Die Dresdner Zeitung war eine Dresdner Tageszeitung. Sie erschien erstmals am 15. März 1943 im Ergebnis einer durch die NS-Machthaber erzwungenen Fusion der beiden ohnehin seit 1933 gleichgeschalteten Dresdner Tageszeitungen Dresdner Neueste Nachrichten und Dresdner Anzeiger, die eigenständig letztmals am 14. März 1943 („Dresdner Neueste Nachrichten“) bzw. 13./14. März 1943 („Dresdner Anzeiger“) erschienen waren. Damit waren von ehemals zehn Tageszeitungen der Jahrhundertwende zum 20. Jahrhundert nurmehr zwei übrig geblieben: Der Freiheitskampf als Zeitung der NSDAP und eben die Dresdner Zeitung.
Treibende Kraft hinter dieser Fusion war – neben den tatsächlich immer knapper werdenden Papierkontingenten – der NS-Politiker und einer der engsten Vertrauten Adolf Hitlers, Max Amann, der damit auch eigene wirtschaftliche Interessen verfolgte. Legitimiert wurde das Vorgehen am 28. Februar 1943, als die Reichspressekammer, deren Präsident Amann war (und damit gleichzeitig Reichsleiter für die Presse der NSDAP), am 28. Februar 1943 in der zweiten „Stilllegungsaktion“ die Einstellung von 950 Zeitungen in Deutschland wegen Rohstoffknappheit verfügte, also „höchsten Befehl“ erteilte.
Das Blatt erschien im Verlag „Dresdner Zeitung Hans Hornauer KG“. Neben dem Namensgeber waren auch der bisherige Verleger der Dresdner Neuesten Nachrichten, Wolfgang Huck, und ein weiterer Kommanditist an dem Unternehmen beteiligt. Hornauer war zugleich Verlagsleiter des NS-Gauverlags Sachsen, in dem Der Freiheitskampf erschien.
Nach den Luftangriffen auf Dresden vom 13.–15. Februar 1945 erschien die Dresdner Zeitung nicht mehr; die letzte Ausgabe erfolgte am 13. Februar 1945 und hatte nurmehr ein Blatt (zwei Seiten). Die NS-Tageszeitung Der Freiheitskampf erschien ab dem 16. Februar 1945 mit einem geänderten Zeitungslogo und dem Untertitel Dresdner Zeitung.